# Власовец, Евгений Александрович
Евгений Александрович Власовец (14 декабря 1984, Новосибирск, СССР) — российский футболист, игрок в мини-футбол. Нападающий сыктывкарского клуба «Новая генерация».

## Биография
Власовец дебютировал в мини-футболе в составе новосибирского «Сибиряка» в 2003 году. Он играл в нём более трёх лет, получал вызовы в молодёжную сборную России. В 2006 году новосибирская команда была расформирована, и Евгений перешёл в якутскую «Зарю», где играл на протяжении двух сезонов.
Летом 2009 года Власовец вернулся в возрождённый «Сибиряк» и помог ему завоевать путёвку в Суперлигу. В следующем году Евгений дебютировал в ней, однако во второй половине сезона вернулся в более низкий дивизион, играя на правах аренды за сургутский «Факел». Сезон 2010/11 Власовец вновь начал в «Сибиряке», и на некоторое время закрепился в основном составе команды. По итогам сезона он выиграл бронзовые медали чемпионата. Однако в начале 2012 года его отдали в аренду в сыктывкарский клуб «Новая генерация».